# Stille Liebe
Stille Liebe ist ein Schweizer Spielfilm von Regisseur Christoph Schaub aus dem Jahr 2001.

## Handlung
Stille Liebe handelt von der Begegnung zwischen der Nonne Antonia und Mikas. Antonia arbeitet in einem Obdachlosenheim in der Stadt und fährt täglich den Weg vom Kloster mit dem Zug dorthin. Auf ihrem Arbeitsweg trifft sie Mikas, der wie sie gehörlos ist. Die beiden finden sich unter anderem in ihrer gemeinsamen Sprache, der Gebärdensprache, und verlieben sich. Mikas gibt vor, ein Zirkus-Artist zu sein, doch in Wirklichkeit ist er als Taschendieb in der Schweiz unterwegs. Eines Tages wird Mikas von einem Opfer gestellt. Er versucht zu fliehen, doch dabei kommt er tragisch ums Leben. Antonia ist sehr aufgelöst und traurig. Doch die Erfahrungen mit Mikas lösen bei ihr viel aus, sie packt ihr Leben von einer neuen Seite an und wagt einen mutigen Schritt in die Welt. Sie reist nach Washington D.C. und beginnt an der Gehörlosenuniversität Gallaudet zu studieren.

## Kritiken
„Da es sich um eine Liebesgeschichte zwischen zwei Gehörlosen handelt – wahrscheinlich eine Première in der Filmgeschichte – sind die Gebärden für beide das natürliche Mittel zur Verständigung. Das verlangt filmisch einen anderen Umgang mit der Kommunikation. Die Herausforderung kommt Schaub zu Gute und hebt den Film von anderen Liebesgeschichten ab. Die Gebärdensprache habe ihn fasziniert, als eine visuelle Sprache im Raum. Diese Faszination bleibt den ganzen Film hindurch spürbar und verleiht ihm seine Frische. Dass aus der Perspektive der – hörenden – Oberin erzählt wird, ist dabei ein raffinierter Trick; sonst könnte es leicht befremdlich werden, dass die Welt als Welt der Hörenden dargestellt wird, obschon zwei Gehörlose als Identifikationsfiguren präsentiert werden.“

„Und deshalb ist Stille Liebe am Ende kein Film, den man leicht wieder vergisst. Seine Bilder sehen einfach zu ungewohnt aus, zu unerwartet. (…) Da tritt die Nonne im Morgengrauen vor den Spiegel und betrachtet ihren nackten Körper. Ähnliches hat man hundertmal gesehen, aber hier wirkt es wie neu entdeckt.“

„Die starke Performance von Laborit als gehörlose Nonne, die ihrem Herzen folgt, macht aus dem Schweizer Drama eine befriedigende und ergreifende Geschichte von Zwang und Emanzipation.“

„In Schaubs Inszenierung wurde daraus der schönste, zarteste und anrührendste Liebesfilm, den ich seit langem auf der Leinwand gesehen habe.“